# Date Munenari
Date Munenari est un nom japonais traditionnel ; le nom de famille (ou le nom d'école), Date, précède donc le prénom (ou le nom d'artiste).
Date Munenari (伊達 宗城, né le 1er septembre 1818 et mort le 20 décembre 1892) est le 8e daimyo du domaine d'Uwajima à la fin du shogunat Tokugawa et un homme politique du début de l'ère Meiji.

## Jeunesse
Munenari naît à Edo, 4e fils du hatamoto Yamaguchi Naokatsu. Munenari, alors appelé Kamesaburō (亀三郎), est candidat potentiel à l'adoption par l'héritière à la 7e génération de Date Munetada, seigneur d'Uwajima, parce que le père de Naokatsu est Date Muratoki, 5e seigneur d'Uwajima.

## Chef de clan
Munenari devient chef du clan en 1844. Le tairō Ii Naosuke ordonne son départ à la retraite en 1858 et il est placé en résidence surveillée.
Il revient au premier plan dans les années suivantes au cours des manœuvres politiques à Kyoto, en tant que membre du parti de conciliation kōbu gattai (公武合体, «  union de la cour impériale et du shogunat »). Au cours de la troisième année de l'ère Bunkyū 3 (1863), en tant que partisan du kōbu gattai, il est nommé membre du conseil consultatif impérial (sanyō-kaigi, 参与会議), en compagnie de Matsudaira Katamori et d'autres daimyos du même courant de pensée.

## Figure nationale
Après la chute du shogunat en 1868, Munenari prend une part active dans le nouveau gouvernement impérial tandis que le domaine d'Uwajima est particulièrement impliqué dans la campagne militaire de la guerre de Boshin (1868-1869).
Munenari est une personnalité essentielle de la politique étrangère du Japon pendant le début de l'ère Meiji. Il signe le traité sino-japonais d'amitié et de commerce (Nisshin shukō jōki (日清修好条規) en 1871 en tant que représentant du gouvernement japonais avec Li Hongzhang, un des vice-rois de la dynastie Qing de Chine.
Toujours en 1871, le système han est aboli au Japon et il lui est possible de définitivement rompre ses liens politiques avec Uwajima. En 1881, Munenari reçoit Kalākaua, souverain du  royaume de Hawaï, lors de la première visite d'État au Japon d'un chef d'État contemporain. Il est d'abord fait comte dans le cadre du nouveau système de pairie, puis plus tard promu au titre de marquis.
Munenari meurt dans le quartier Imado de Tokyo en 1892 à l'âge de 74 ans.

## Galerie

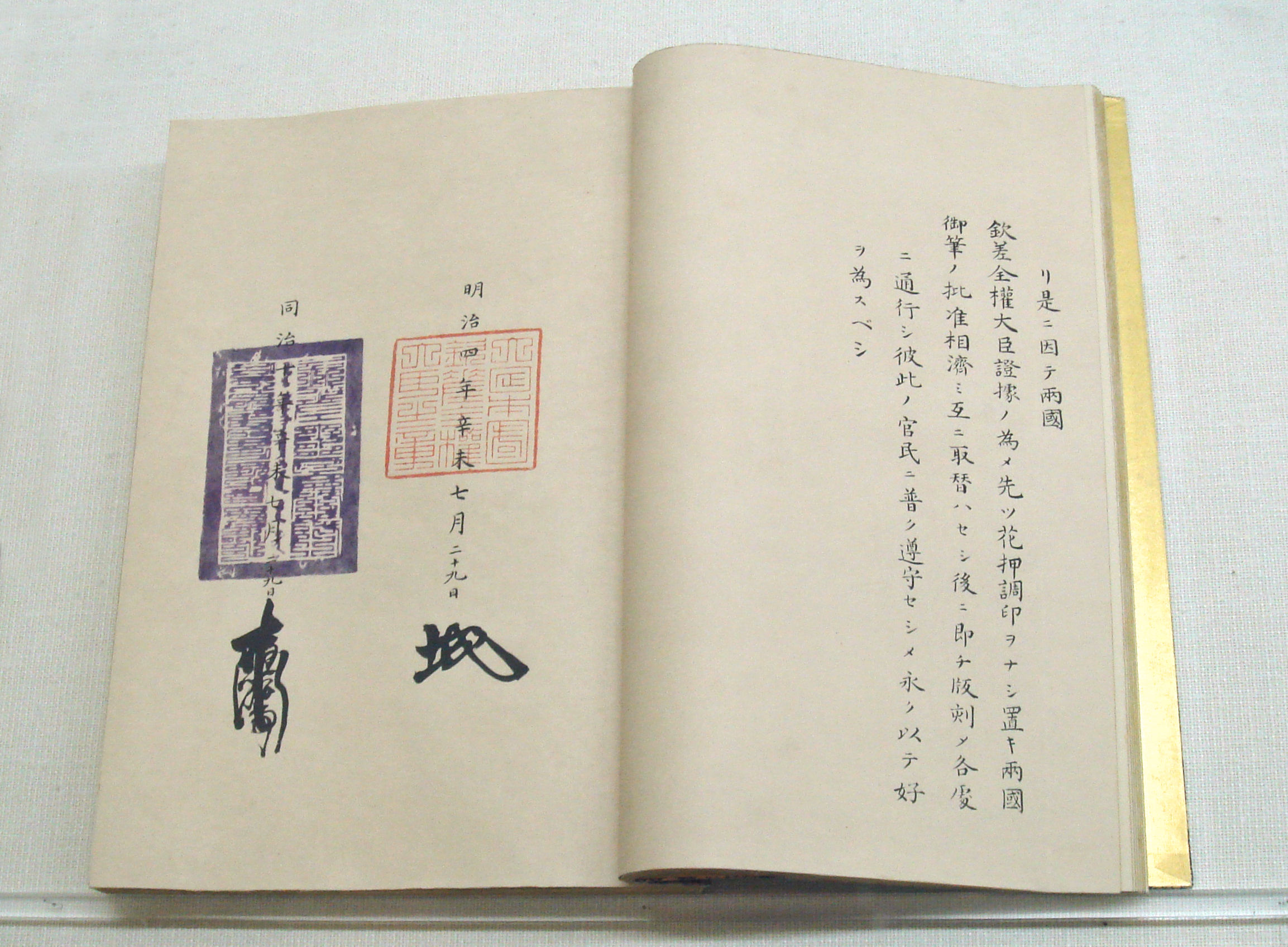
Traité sino-japonais d'amitié et de commerce, 13 septembre 1871. Le traité est signé à Tientsin, par Date Munenari et Li Hongzhang.
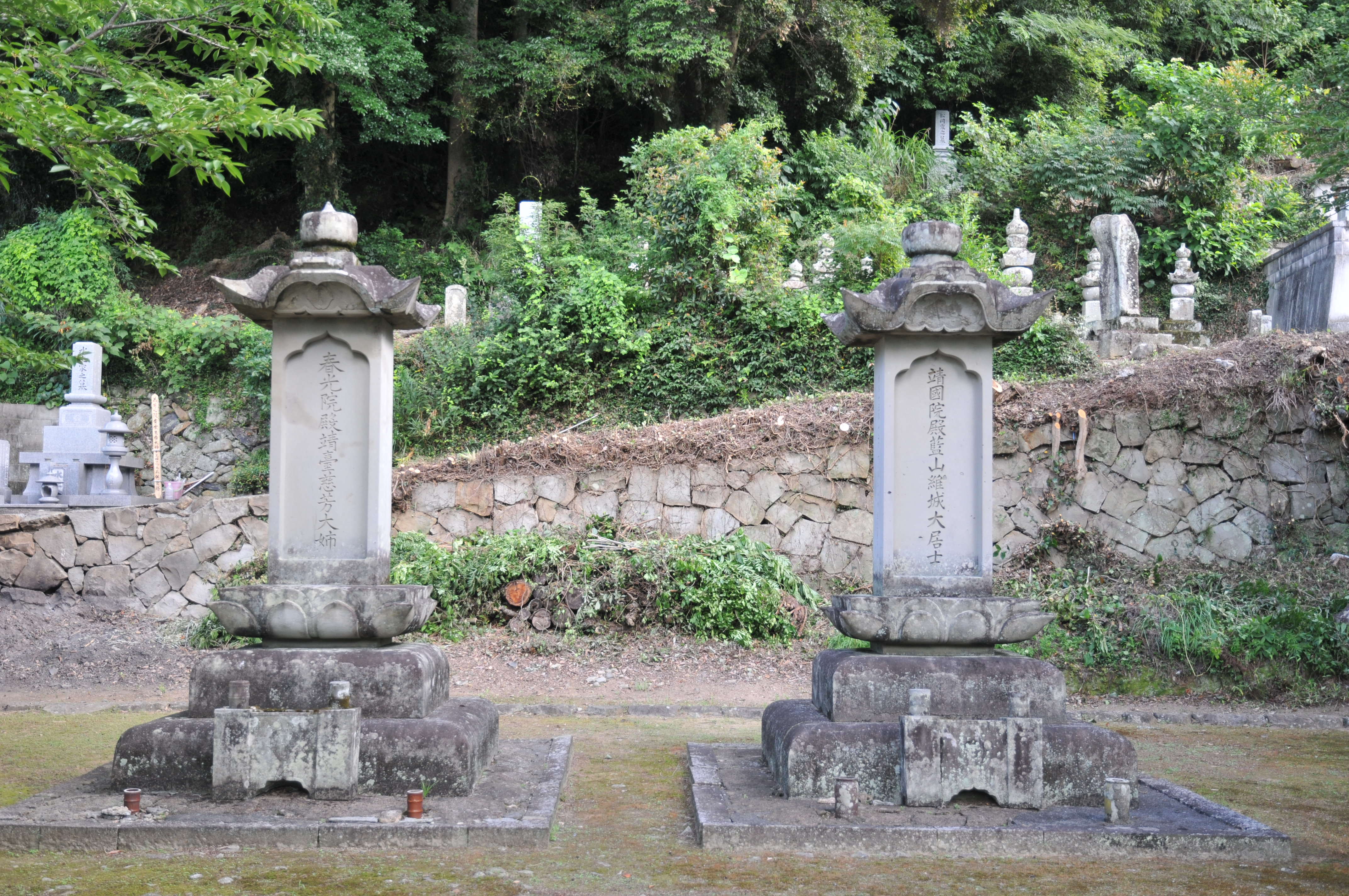
Tombe de Date Munenari (à droite) à Uwajima (宇和島 等覚寺).

Emblème (mon) du clan Date.

## Source de la traduction
- (en) Cet article est partiellement ou en totalité issu de l’article de Wikipédia en anglais intitulé « Date Munenari » (voir la liste des auteurs).

### Lectures complémentaires
- Hyōdō Ken'ichi (兵頭賢一) (annoté par Kondō Toshifumi (今藤俊文)), Date Munenari Kō-den (伊達宗城公傳), Tokyo, Sōsendo shuppan (創泉堂出版),‎ 2005.
- Kusunoki Seiichirō (楠精一郎), Retsuden Nihon kindaishi: Date Munenari kara Kishi Nobusuke made (列伝・日本近代史: 伊達宗城から岸信介まで), Tokyo, Asahi Shinbunsha (朝日新聞社),‎ 2000.
- Miyoshi Masafumi (三好昌文), Bakumatsu ki Uwajima-han no dōkō: Date Munenari wo chūshin ni: Dai ikkan (幕末期宇和島藩の動向: 伊達宗城を中心に: 第一卷), Uwajima, Miyoshi Masafumi (三好昌文),‎ 2001.
- Kawachi Hachirō ( 河內八郎) (dir.), Tokugawa Nariaki, Date Munenari ōfuku shokanshū (徳川斉昭・伊達宗城往復書翰集), Tokyo, Azekura Shobō (校倉書房),‎ 1993.
- Conrad Totman, The Collapse of the Tokugawa Bakufu, 1862-1868, Honolulu, University of Hawai'i Press, 1980.